# Alfredo Baldomir
Alfredo Baldomir Ferrari (Montevideo, 27 de agosto de 1884 - Montevideo, 24 de febrero de 1948) fue un militar, arquitecto y político uruguayo. Ejerció como presidente de Uruguay desde el 19 de junio de 1938 hasta el 1 de marzo de 1943.
Anteriormente había servido como Jefe de Policía Departamental (Montevideo) y Ministro de Defensa; además fue uno de los principales autores del Golpe de Estado del 31 de marzo de 1933 y también actor principal del Golpe de Estado del 21 de febrero de 1942.

## Primeros años
Nacido el 27 de agosto de 1884 en Montevideo, hijo de Francisco Baldomir, director de bandas militares, y de Eugenia Ferrari.

### Trayectoria profesional
El 15 de marzo de 1890, con quince años, inició su carrera militar como cadete alumno en la Academia General Militar. Ya en 1903 sirvió como integrante del Batallón N.º 10 de Guardias Nacionales de Montevideo contra las primeras escaramuzas revolucionarias del siglo XX en Uruguay, llevadas a cabo por el caudillo nacionalista Aparicio Saravia.
Su verdadero bautismo en el terreno militar se produce al año siguiente, en la guerra de 1904. Cursando el quinto año como Cadete-alumno, fue designado Instructor del Batallón N.º 9 de Guardias Nacionales con el grado de Teniente N.º 2. En abril de ese año se incorpora al Ejército del Norte como Teniente N.º 1.
Poco después fue nombrado Comandante de la 3era y sirvió en el Batallón "Venancio Flores", participando en la histórica batalla de Masoller, del 1 de septiembre de 1904, alineando en la extrema vanguardia del ejército gubernista.
Posteriormente se gradúa con el rango de Alferéz y es destinado al Regimiento de Caballería N.º 8, tomando servicios luego en la ciudad de Trinidad.
Sin embargo, el 1907 deja momentáneamente su carrera militar para comenzar sus estudios en arquitectura. Egresa como arquitecto en la Facultad de Arquitectura de la Universidad de la República en 1911 con altas calificaciones. No obstante, en 1910 fue llamado a actuar como Ayudante del Comandante Militar del departamento de Minas, General Salvador Tajes, ante el efímero movimiento insurreccional nacionalista de Basilio Muñóz que quería impedir una segunda presidencia de José Batlle y Ordóñez.
En 1913 podría unir sus dos vocaciones al ser nombrado Arquitecto del Estado Mayor del Ejército y en 1925 es nombrado Jefe de Construcciones Militares, mientras que paralelamente se desempeña como docente en el curso de Ingenieros de la Escuela Militar. También se desempeñó como profesor en la Cátedra de la Construcción de la Facultad de Arquitectura.
Realizó grandes aportes en la conservación del patrimonio nacional, integrando la comisión restauradora de las coloniales fortalezas de Santa Teresa y San Miguel en Rocha, junto a otras personalidades como el también arquitecto y militar Alfredo R. Campos y Horacio Arredondo. Asimismo, participó en las remodelaciones de la Fortaleza del Cerro.
Además, participó en los cambios urbanísticos de Montevideo en las décadas del 20 y del 30 formando parte de la Comisión Financiera de la Rambla Sur y en la apertura de la diagonal Avenida Agraciada. También integró como Presidente la Comisión de Viviendas Económicas y la del Aprovechamiento Hidroeléctrico del Río Negro para la construcción de una represa en el Rincón del Bonete.
Se desempeñó como asesor de varias embajadas en Uruguay, como las de Brasil, Perú y Bolivia, siendo condecorado como Comendador de la Orden del Cóndor de los Andes de Bolivia.

### Inicio de actividad política
Inicia su actividad política a principios de los años 30s, sirviendo a la gestión del presidente, por aquel entonces constitucional, Gabriel Terra, el que era también su cuñado pues Baldomir estaba casado con la hermana del primer mandatario, Sara Terra.
Es nombrado Jefe de Policía de Montevideo en marzo de 1931.

### Dictadura de Terra

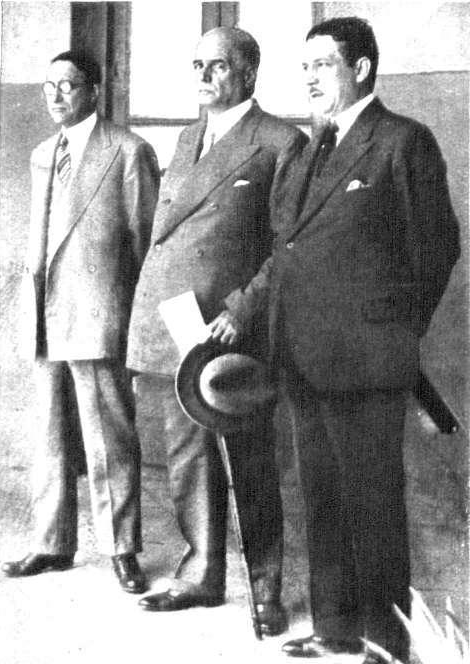
De izquierda a derecha: Francisco Ghigliani, Gabriel Terra y Alfredo Baldomir.

Siendo Jefe de Policía de la capital tuvo una especial participación del golpe de Estado de Terra ocurrido en la noche del 31 de marzo de 1933, organizado desde el Cuartel de Bomberos bajo supervisión de Baldomir.
El autogolpe de Terra, apoyado por sectores políticos como el vierismo, el riverismo y el sector mayoritario del Partido Nacional, dirigido por Luis Alberto de Herrera, disolvió el Consejo Nacional de Administración, el Parlamento y la Cámara de Senadores. El período inaugurado por dicho golpe fue denominado por los historiadores como "dictadura de Terra" y por sus opositores contemporáneos cómo "Dictadura Marzista", mientras quienes dieron el Golpe de Estado le dan el nombre de "Revolución de Marzo".
Baldomir era Jefe de Policía cuando ocurre en octubre de ese año el asesinato del dirigente colorado opositor a la dictadura, Julio César Grauert, y la represión desatada en el sepelio cuando el cortejo surcaba 18 de julio a la altura de la Plaza de Cagancha.
El 8 de agosto de 1934 es confirmado en el cargo de Jefe de Policía de la Capital pero el 29 de septiembre de 1934 es designado como Ministro de Defensa Nacional.
En 1935 es ascendido a General, mismo año en el que participa en la organización de las fuerzas gubernamentales contra el levantamiento opositor a la dictadura de la Revolución de Enero.
También integró como Presidente la Comisión de Viviendas Económicas y la del Aprovechamiento Hidroeléctrico del Río Negro para la construcción de una represa en el Rincón del Bonete.
Renuncia al cargo de Ministro de Defensa Nacional el 29 de septiembre de 1936 al ser sugerido con fuerza como candidato a la Presidencia de la República.

## Presidencia de la República

### Asunción

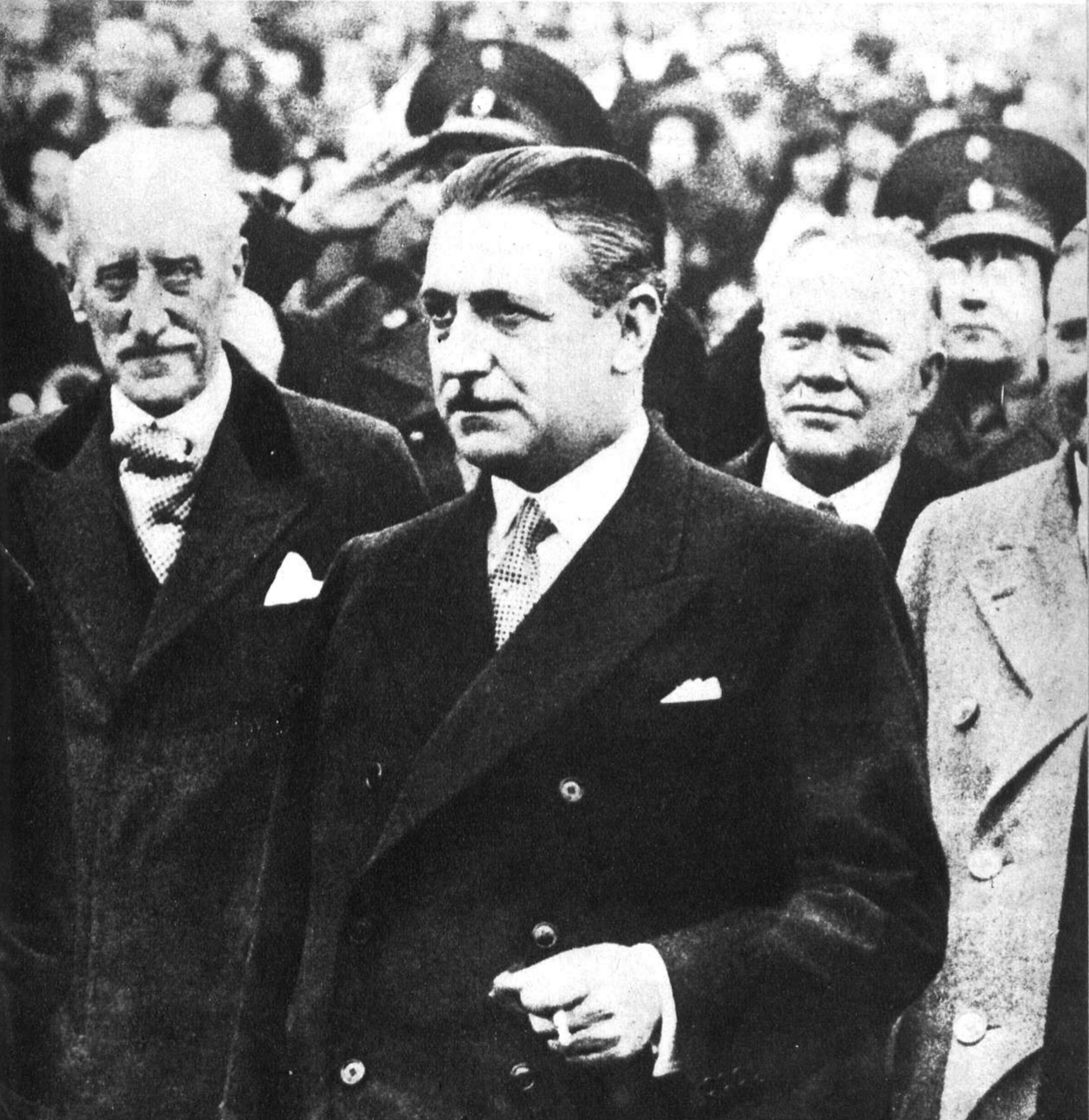
Presidente Alfredo Baldomir

En las elecciones de 1938 Baldomir resultó electo presidente de la República Oriental del Uruguay. En estas elecciones, en la que no participaron sectores opositores a la dictadura como batllistas o nacionalistas independientes, el Partido Colorado tuvo dos fórmulas. La de Baldomir - Charlone, apoyada por aquellos proclives a la apertura del régimen, y la de Eduardo Blanco Acevedo, continuista con la dictadura.Un ejemplo de esto fueron los lemas usados por ambos candidatos, siendo el de Baldomir "Para servir el país", mientras que el de Blanco Acevedo era "Viva Terra".
Resultando electo Baldomir, asumió la Presidencia de la República el 19 de junio de 1938 para el período 1938-1942. En su discurso inaugural afirmó: "en esta hora nuevamente se habla de reformismo constitucional, no tengo inconvenientes en proclamar que yo también soy partidario de tal revisión".
Siendo las elecciones de 1938 las primeras con voto femenino habilitado, corrió el rumor en la época que la victoria de Baldomir se debió a su pinta de "galán" que atrajo al debutante electorado femenino.
Baldomir tuvo de vicepresidente a César Charlone, ministro de Hacienda de Terra, y otorgó al Partido Nacional los tres ministerios que establecía la Constitución de 1934. Al blancoacevedismo se le entregó dos ministerios y designó a personas de su confianza en cuatro carteras ministeriales.

### Gabinete de gobierno
| Ministerios y ministros del gobierno de Alfredo Baldomir | Ministerios y ministros del gobierno de Alfredo Baldomir | Ministerios y ministros del gobierno de Alfredo Baldomir |
| Ministerio                                               | Nombre                                                   | Período                                                  |
| -------------------------------------------------------- | -------------------------------------------------------- | -------------------------------------------------------- |
| Interior                                                 | Manuel Tiscornia                                         | 1938 - 1940                                              |
| Interior                                                 | Pedro Manini Ríos                                        | 1940 - 1941                                              |
| Interior                                                 | Semblat Amaro                                            | 1941 - 1943                                              |
| Relaciones Exteriores                                    | Alberto Guani                                            | 1938 - 1943                                              |
| Hacienda                                                 | Ricardo Vecino                                           | 1938 - 1940                                              |
| Hacienda                                                 | César Charlone                                           | 1940 - 1943                                              |
| Defensa Nacional                                         | Alfredo Campos                                           | 1938 - 1940                                              |
| Defensa Nacional                                         | Julio Roletti                                            | 1940 - 1943                                              |
| Instrucción Pública y Previsión Social                   | Jacobo Vásquez Varela                                    | 1938                                                     |
| Instrucción Pública y Previsión Social                   | Eduardo Víctor Haedo                                     | 1938 - 1939                                              |
| Instrucción Pública y Previsión Social                   | Toribio Olaso                                            | 1939 - 1941                                              |
| Instrucción Pública y Previsión Social                   | Cyro Giambruno                                           | 1941 - 1943                                              |
| Obras Públicas                                           | Juan José de Arteaga                                     | 1938 - 1941                                              |
| Obras Públicas                                           | Arsenio Bargo                                            | 1941 - 1943                                              |
| Industria y Trabajo                                      | Abalcazar García                                         | 1938 - 1939                                              |
| Industria y Trabajo                                      | Gervasio de Posadas Belgrano                             | 1939 - 1941                                              |
| Industria y Trabajo                                      | Julio César Canessa                                      | 1941 - 1943                                              |
| Salud Pública                                            | Juan César Mussio Fournier                               | 1938 - 1943                                              |
| Ganadería y Agricultura                                  | Esteban Elena                                            | 1938 - 1941                                              |
| Ganadería y Agricultura                                  | José Leal Idiarte                                        | 1941 - 1943                                              |

### Quiniela
En 1938 se legalizó la quiniela, para evitar que fuera clandestina y que por lo menos existiera bajo el amparo del Estado, siendo realizado el primer sorteo de quinielas el 7 de julio de 1939 en Montevideo, y el 2 de septiembre del mismo año por primera vez en el interior del país.

### Esfuerzos por la reforma constitucional
El 24 de julio de 1938 la oposición convocó un mitin bajo el lema "Por una nueva Constitución y leyes democráticas" con el propósito de presionar al presidente. Según la prensa de la época, participaron unas 200 mil personas sin propaganda política. Los organizadores expresaron que el acto no era contra el presidente Baldomir, sino a favor de la reforma de una "Constitución injusta".
La demostración de fuerzas alentó al presidente a proponer ante el Parlamento un proyecto de ley constitucional que permitiera la reincorporación de los sectores opositores a sus colectividades originales. La ley sancionada el 23 de mayo de 1939, con la oposición del herrerismo, establecía la posibilidad de crear sublemas que acumulasen votos adentro del partido. Esta norma, junto a la sancionada en 1934, y otras disposiciones aprobadas con posterioridad conformaron el sistema electoral conocido posteriormente en Uruguay como "ley de lemas". Ante esta ley reaccionaron los sectores opositores a la dictadura de Terra, los blancos independientes rechazaron hacer uso de la ley, mientras que en la Convención del batllismo se discutió hasta que en el mes de septiembre de 1940 el batllismo decidió volver a votar bajo el lema de Partido Colorado luego de ocho años de abstenciones.
El 23 de marzo de 1941, herreristas y blancoacevedistas descartaron la candidatura oficialista de Cyro Giambruno a la presidencia de la Cámara de Representantes, votando en cambio al diputado colorado José Aguiar Sosa. Baldomir interpretó esa decisión como un "acto político disolvente", por lo cual reemplazó a los tres ministros blancos por dirigentes de su propio sector. Herrera consideró este desenlace como el fin de la alianza que había apoyado el golpe de Terra en 1933 y que había servido como apoyo a la dictadura marzista.
Baldomir continuaba con el objetivo de conseguir una reforma constitucional, por esto designó una "Junta Consultiva para la Reforma de la Constitución", presidida por el doctor (y futuro presidente) Juan José de Amézaga, destacado batllista y luego anticolegialista que se alejó de Terra por el golpe. Esta junta, integrada por miembros de todos los partidos, salvo el herrerismo y el Partido Comunista, elaboró un proyecto que eliminaba el "Senado del medio y medio" y la obligada representación de la minoría en el gabinete ministerial, y establecía que la Corte Electoral estaría integrada por nueve miembros, cinco de los cuales serían neutrales. El proyecto ingresó al Parlamento en septiembre de 1941, pero rápidamente fue bloqueado por una mayoría de legisladores compuesta por blancoacevedistas y herreristas.

### El Golpe "bueno" de 1942
Ante la imposibilidad de pasar el proyecto de reforma constitucional, Baldomir convocó un acto multitudinario en el Estadio Centenario donde reafirmó la necesidad de reformar la Constitución y señaló que el herrerismo era el principal obstáculo por el control que este ejercía en la Corte Electoral tras la renuncia de algunos de sus miembros.
A comienzos de febrero de 1942, un diario oficialista llamado "El Tiempo" tituló una portada con la señal: "no habrá elecciones si no se nombra a la Corte Electoral". El herrerismo tomó este anuncio como una amenaza y en respuesta convocó al Senado al ministro del Interior, Amaro Semblat. Tras una larga sesión, la cámara aprobó una declaración de repudio a las respuestas del ministro rechazando cualquier intento de ruptura del orden institucional. Horas más tarde, en la madrugada del 21 de febrero, Baldomir disolvió las cámaras y la Corte Electoral, movilizando a unas pocas fuerzas de seguridad que rodearon el Palacio Legislativo, mientras otras se apostaron en la Corte Electoral y frente a la casa de Luis Alberto de Herrera.Ese mismo día, Baldomir anunciaba que seguiría en el ejercicio del poder y convocaba a elecciones a realizarse el último domingo de noviembre de ese año.
El golpe recibió el apodo de “golpe bueno” por parte de la prensa escrita, ya que no hubo censura ni detenciones, como sí los hubo en el golpe de 1933. Por tal motivo se suele hablar de este período como "dictablanda".
Baldomir disolvió el Parlamento y lo reemplazó con un Consejo de Estado, compuesto por batllistas y blancos independientes. Este golpe de Estado fue ejecutado sin violencia ni mayores abusos y destinado a evitar que la crisis institucional se radicalizara. Los Batllistas y comunistas adhirieron la decisión de Baldomir, pero los socialistas le acusaron de ser uno de los protagonistas del golpe de Estado de 1933.
El Consejo de Estado de 1942 elaboró una nueva constitución que sustituyó varios aspectos organizativos considerados de talante autoritario de la Constitución de 1934. Así se elaboró la Constitución de 1942, siendo plebiscitada junto a elecciones de 1942, obteniendo el apoyo del 77% de los votantes, lo cual supuso la legitimación de la salida golpista de febrero.

### Segunda Guerra Mundial
Con el inicio de la Segunda Guerra Mundial, el nuevo gobierno debió replantear sus relaciones diplomáticas con los países del Eje. Así, el presidente Alfredo Baldomir declaró la neutralidad del Estado uruguayo el 5 de septiembre de 1939.

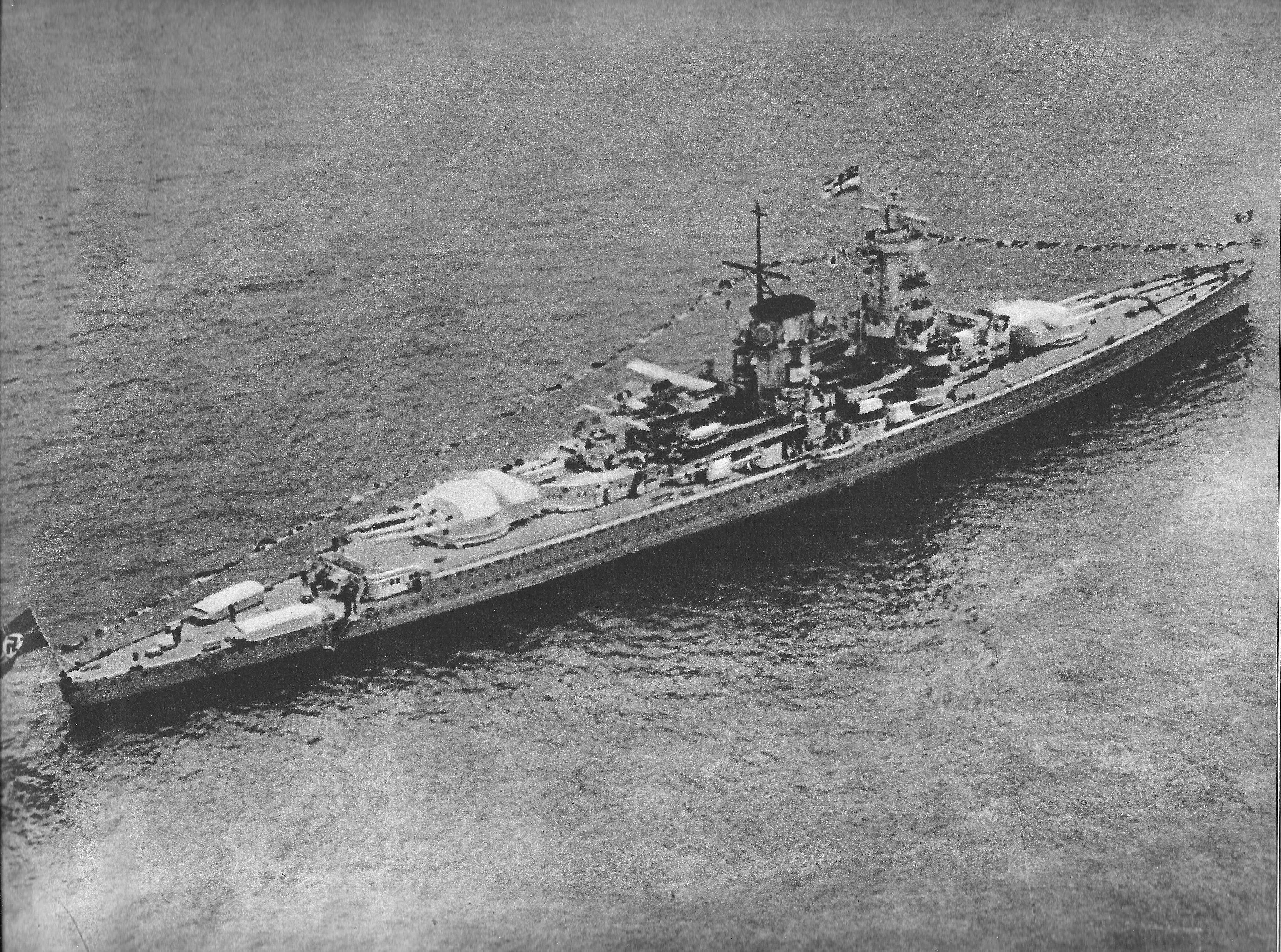
El Graf Spee

El 13 de diciembre de 1939 tuvo lugar frente a las costas de Punta del Este la Batalla del Río de la Plata, la primera batalla naval entre buques británicos y alemanes de la guerra, así como el único enfrentamiento bélico de la misma acaecido en América del Sur. Después de la batalla, el 14 de diciembre de 1939, el Acorazado alemán Almirante Graf von Spee pidió refugio en el puerto de Montevideo para reparaciones en medio de la llamada Batalla del Río de la Plata contra tres buques de la marina inglesa, que había comenzado el día 13. Resistiendo a las presiones de Alemania, el gobierno uruguayo de Baldomir exigió la salida a la nave dentro del plazo de setenta y dos horas. El episodio concluyó con el Almirante alemán Hans Langsdorff cumpliendo la exigencia uruguaya el 17 de diciembre de 1939, haciendo explotar y hundiendo su propio barco a la salida del puerto de Montevideo, y viajando luego él a Buenos Aires, donde se suicidó.

Este suceso provocó que la guerra se sintiera cerca del país. Así, en 1940 se instituyó una comisión parlamentaria a fin de investigar organizaciones culturales y deportivas alemanas e italianas, que según se presumía servían de fachada para encubrir actividades nazis-fascistas infiltradas en Uruguay.También, en el mismo año, se promulgó una ley de asociaciones ilícitas que intentó evitar la expansión del "peligro nazi" en el Uruguay y, en el mismo año, se promulgó la única Ley de Instrucción Militar Obligatoria (Ley N.º 9943) de la historia uruguaya, motivada por la situación bélica mundial y de corta vida, además de un decreto que llamaba al enrolamiento obligatorio de ciudadanos de 18 a 20 años, de marzo de 1941.

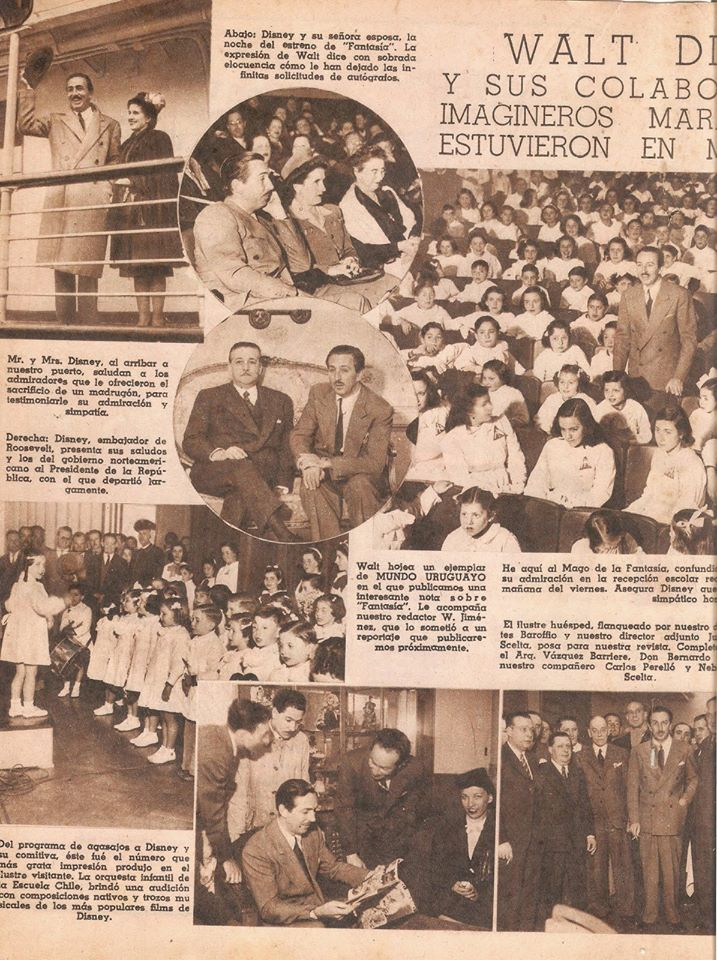
Alfredo Baldomir y Walt Disney en su visita a Uruguay en 1941.

Hasta 1942 sin importar el episodio del Graf Spee y las presiones anglo-americanas, Uruguay continuó mandando delegaciones al Tercer Reich con el fin de comprar armamento, el Comando General del Ejército comunicó que estaba dispuesto a enviar armas a Uruguay ya sea por "razones políticas, asegurarse el abastecimiento de materias primas o combatir la influencia de los Estados Unidos" pero no existía stock suficiente. 
En tales circunstancias, el gobierno estadounidense encabezado por Franklin D. Roosevelt llevó a cabo negociaciones con la administración uruguaya para instalar bases aeronavales en territorio uruguayo justificadas por intenciones de "proteger el país y la región de un posible ataque del Eje". El gobierno uruguayo se mostró receptivo a la propuesta estadounidense, a cambio de armas y recursos para sus Fuerzas Armadas. Incluso se consideró el área de la laguna del Sauce, en Maldonado, que luego sería utilizada por la aviación de la Armada nacional y para el aeropuerto de Punta del Este. Las conversaciones fueron denunciadas por el caudillo blanco Luis A. de Herrera, partidario de la más estricta neutralidad. El 21 de noviembre de 1940 el legislador herrerista Eduardo Víctor Haedo interpeló al ministro de relaciones exteriores, Alberto Guani por el asunto. Por 25 votos en 26, el cuerpo votó una declaración oponiéndose a la instalación de bases de fuerzas extranjeras en el territorio. Pero gradualmente el gobierno uruguayo se fue inclinando por el bando aliado, y más aún desde el ingreso de Estados Unidos al conflicto.

### Ámbito cultural
Baldomir nomina a un joven profesor, de sólo treinta años en aquel momento, Juan Pivel E. Devoto, como Director del Museo Histórico Nacional, cargo que ostentaría por cuatro décadas y que estaba en la línea del primer mandatario en la lucha por la preservación del patrimonio nacional.
En 1941, por intermedio del Ministerio de Instrucción Pública y Previsión Social, se llama a un concurso entre artistas nacionales exclusivamente para realizar una tela al óleo que represente la “Sala de Representantes de la Provincia Oriental en la sesión celebrada en la Villa de la Florida, el 25 de agosto de 1825”. El jurado integrado por personalidades de la talla de Juan Pivel Devoto, José Luis Zorrilla de San Martín, Pedro Argul entre otros, declararon desierto el 1er. premio. Por lo tanto, la obra fue encomendada a Eduardo Amézaga, quien ganara el 2º premio, bajo el seudónimo “Homero Díaz”. La elaboración de la obra de gran porte a partir del boceto presentado para el concurso, demandaría un tiempo más prolongado que el estipulado en las bases, desde 1943 a 1947, con la finalidad de que el artista lograra “madurar la idea”.

## Actividad posterior
Luego de su presidencia, en 1946 buscó una nueva victoria en las elecciones generales de ese año, encabezando una fórmula presidencial que tenía a Juan Carlos Mussio Fournier como candidato a Vicepresidente. Si bien el Partido Colorado obtuvo el triunfo en esa ocasión, la fórmula Tomás Berreta - Luis Batlle Berres logró la mayoría dentro de ese partido y por lo tanto la presidencia.
Hacia el final de sus días ejerció la presidencia del BROU entre 1943 y 1946 y el directorio de la Asociación Española Primera en Socorros Mutuos entre 1942 y 1945.